# Stolni Biograd
Stolni Biograd (mađarski: Székesfehérvár, njemački: Stuhlweißenburg, srpski: Стони Београд / Stoni Beograd, turski: Istolni Belgrád, slovački: Stoličný Bělehrad) grad je u središnjoj Mađarskoj oko 65 km JZ od Budimpešte i središte Bile županije. Grad ima 104.500 stanovnika (2002.) i drevna je prijestolnica mađarskih kraljeva i krunidbeni grad u kojem su okrunjeni i pokopani prvi mađarski kraljevi. 
Stolni Biograd je sjedište Stolnogradske biskupije.
Poveljom o prijateljstvu i suradnji iz 1997. Székesfehérvár je zbratimljen sa Zadrom, čime je stvoren temelj za intenzivniju suradnju dvaju gradova koje vežu i brojne povijesne činjenice.

## Znamenitosti
- povijesna jezgra s brojnim baroknim i klasicističkim građevinama
- katedrala sv. Stjepana (u kojoj je pokopano nekoliko srednjovjekovnih mađarskih kraljeva, među njima sv. Stjepan i Béla III.)
- gotička kapela sv. Ane (oko 1470.)
- ostaci srednjovjekovne crkve koju je osnovao sv. Stjepan
- Biskupska palača
- Gradska vijećnica
- palača Zichy (1781.)
- Muzej kralja Stjepana
- Muzej lutaka
- Muzej ljekarstva
- Gradski muzej
- izvor mineralne vode Csitáry
- srpski skanzen (muzej na otvorenom: 12 povezanih seoskih kuća i crkva u bizantskom stilu), dobitnik nagrade Europa Nostra 1990.
- Zlatna bula kralja Andrije II.

## Kultura
- Kraljevski dani, tradicionalna manifestacija, koja se priređuje od 14. do 20. kolovoza u središtu Stolnoga Biograda i u plesačnici Ulice Malom[1]

## Šport
- hokejaški klub Alba Volan (hokej na ledu)
- nogometni klub Vidi (nekadašnji Videoton, finalist Kupa UEFA 1985

## Gradovi prijatelji
- Alba Iulia, Rumunjska
- Birmingham, Alabama, SAD
- Blagoevgrad, Bugarska
- Bratislava, Slovačka
- Cento, Italija
- Chorley (Lancashire), Engleska, od 1991.
- Kemi, Finska
- Luhansk, Ukrajina
- Opole, Poljska, od 1978.
- Schwäbisch Gmünd, Njemačka, od 1991.
- Zadar, Hrvatska, od 1997.

## Poznate osobe
- George Fisher (Đorđe Šagić), američki kolonist
- Viktor Orbán, mađarski političar
- Pavao Sučić, hrv. svećenik, stolnogradski biskup

## Vanjske poveznice
- Székesfehérvár (mađ., eng. i njem.)  Arhivirana inačica izvorne stranice od 22. kolovoza 2006. (Wayback Machine)
- Foto galerija